# Flashback (álbum de Joan Jett)
Flashback es un álbum recopilatorio de la banda de rock estadounidense Joan Jett and the Blackhearts. El disco contiene canciones inéditas, versiones en vivo y versiones de otros artistas.

## Lista de canciones
| N.º | Título                                                          | Año de grabación | Duración |  |
| 1.  | «Hide and Seek» (Cover de Bunker Hill)                          | 1984             | 2:40     |  |
| 2.  | «Summertime Blues» (Cover de Eddie Cochran)                     | 1981             | 2:15     |  |
| 3.  | «Indian Giver» (Cover de 1910 Fruitgum Company)                 | 1990             | 3:06     |  |
| 4.  | «I Hate Long Goodbyes»                                          | 1984             | 2:26     |  |
| 5.  | «Cherry Bomb» (Cover de The Runaways)                           | 1992             | 3:57     |  |
| 6.  | «Fantasy»                                                       | 1984             | 4:16     |  |
| 7.  | «Light of Day» (De la banda sonora de la película Light of Day) | 1986             | 3:32     |  |
| 8.  | «Gotcha» (De la banda sonora de la película Gotcha!)            | 1985             | 3:01     |  |
| 9.  | «She Lost You» (Cover de The Zephyrs)                           | 1987             | 2:55     |  |
| 10. | «MCA (EMI)» (Cover de Sex Pistols)                              | 1984             | 3:14     |  |
| 11. | «Louie Louie» (Cover de Richard Berry)                          | 1981             | 2:57     |  |
| 12. | «Star Star» (Cover de The Rolling Stones)                       | 1983             | 3:58     |  |
| 13. | «Rebel Rebel» (Cover de David Bowie)                            | 1983             | 4:10     |  |
| 14. | «Be My Lover» (Cover de Alice Cooper)                           | 1990             | 2:57     |  |
| 15. | «Bring It On Home to Me» (Cover de Sam Cooke)                   | 1984             | 3:23     |  |
| 16. | «Play with Me»                                                  | 1985             | 3:19     |  |
| 17. | «Activity Grrrl»                                                | 1993             | 3:34     |  |
| 18. | «Heartbeat»                                                     | 1985             | 3:11     |  |
| 19. | «Stand Up for Yourself»                                         | 1984             | 3:53     |  |
| 20. | «Black Leather» (Demo original)                                 | 1986             | 3:59     |  |
| 21. | «Call Me Lightning» (Cover de The Who)                          | 1979             | 2:24     |  |
| 22. | «I Love Rock 'n' Roll» (Cover de Arrows)                        | 1979             | 2:58     |  |